# 北婆羅洲聯邦

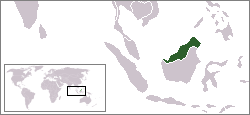
預想中北婆羅洲聯邦的疆域

今属马来西亚橘色部份和文莱綠色部份

北婆羅洲聯邦提议國旗

北婆羅洲聯邦（英語：North Borneo Federation，馬來語：Negara Kesatuan Kalimantan Utara），或稱北加里曼丹（North Kalimantan），是二次大戰後曾經出現的一個建國構想，企圖將大英帝國殖民下的北婆三邦：英屬砂拉越、北婆羅洲直轄殖民地（即今沙巴）和文莱保護國合併為一個國家。

## 歷史
1956年，北婆三邦宣布將拋棄馬來亞元並創立一共同貨幣，但未能成功。
北加里曼丹國家的構想最早的提出者是文萊人民黨領袖A. M. Azahari，在1940年代和Ahmad Zaidi一同提出，意在響應印尼领导人蘇卡諾的民族獨立運動，將三塊英國殖民地統合起來，建立一個左翼國家，但仍擁護汶萊蘇丹作為立憲君主。
在戰後成立「馬來西亞」國家的談判中，北婆羅洲聯邦的構想成為北婆三邦反對加入馬來西亞一派的替代方案：他們認為馬來亞和北婆三邦在歷史、政治、經濟、文化上都不同，加入馬來西亞的下場即是被馬來人殖民。但在1962年底文莱叛乱失敗、汶萊人民黨被鎮壓後，推動北婆羅洲聯邦的力量消散。

## 當代
當代北婆羅洲社會中，脫離馬來西亞獨立的呼聲依然存在，因為馬來亞（西馬）確實控制了國家的主要權力，東馬遭到忽視，當地大部分的石油資源都被馬來西亞國家石油控制，地方政府所能獲得的回饋寥寥無幾。